# Dimitar Rangelov
Dimitar Dimitrov Rangelov (bolgárul: Димитър Димитров Рангелов; Szófia, 1983. február 9. –) bolgár labdarúgó, a török Konyaspor csatára.
2004 és 2016 között 40 alkalommal szerepelt a bolgár válogatottban és hat gólt szerzett.

## Sikerei, díjai
Borussia Dortmund
- Német bajnokság (Bundesliga)
  - bajnok: 2010–11

 Konyaspor
- Török kupa
  - győztes: 2017